# Amable Villiet-Marcillat
Pour les articles homonymes, voir Marcillat (homonymie).
Amable Villiet dit Villiet-Marcillat est un poète français, né à Ébreuil (Allier) le 19 novembre 1792 et mort à Gannat (Allier) le 17 octobre 1863. Il est l'auteur de fables et de poésies lyriques.

## Biographie
Fils d'un aubergiste d'Ébreuil, il restera toujours attaché à son pays natal et se disait le « poète de la Sioule ». Il montra très tôt des dispositions pour l'étude et les arts ; son origine modeste ne lui permit pas de mener loin ses études, mais ses talents lui attirèrent la protection de plusieurs notables de Gannat.
Il épouse Catherine Fougerel, fille d'un huissier d'Ébreuil, et ouvre une école. À la mort de son beau-père, il lui succède et exerce la profession d'huissier de 1816 à 1826. Il doit alors renoncer à cette fonction, car une rupture du talon d'Achille lui rendait difficiles les déplacements exigés par son métier. Il obtient en 1827 le poste de secrétaire de la sous-préfecture de Gannat, qu'il occupa jusqu'à sa mort.

## Œuvres
- Fables nouvelles, Moulins, Desrosiers, 1851, in-12, 341 p.
- Œuvres de Villiet, Riom, G. Leboyer, 1858, 2 vol. (I. Théâtre ; II. Poésies diverses), in-12, 371 et 316 p.

Il a écrit des drames historiques (Charlotte Corday, Frédégonde et Brunehaut) et des comédies (Les Amants détrompés).
Beaucoup de ses poèmes font référence à des lieux ou des événements locaux. Rimeur habile, il invente une nouvelle forme poétique, le sonnacros, qui consiste en un acrostiche encadré de deux sonnets.

## Sources
- Jules Benoid-Pons, « Poésies de Villiet-Marcillat », Bulletin de la Société d'émulation du Bourbonnais, 1871.
- Louis Virlogeux, « Amable Villiet, rimeur impénitent (1792-1863) », chapitre (p. 65-67) de Si Gannat m'était conté : profils et silhouettes, Nonette, Créer, 2005.  (ISBN 2-84819-048-5)